# Chajrijja
Chajrijja (arab. خيرية) – wieś w Syrii, w muhafazie Idlib. W 2004 roku liczyła 323 mieszkańców.